# 10311 Fantin-Latour
10311 Fantin-Latour eller 1990 QL9 är en asteroid i huvudbältet som upptäcktes den 16 augusti 1990 av den belgiske astronomen Eric W. Elst vid La Silla-observatoriet. Den är uppkallad efter den franske målaren Henri Fantin-Latour.
Asteroiden har en diameter på ungefär 6 kilometer och den tillhör asteroidgruppen Koronis.